# Lespesia pollinosa
Lespesia pollinosa là một loài ruồi trong họ Tachinidae.